# Annales générales d'horticulture
Les Annales générales d'horticulture est une revue de botanique et d'horticulture qui parut à Gand en Belgique de 1865 à 1883, jusqu'au numéro 23. Son titre complet était Annales générales d’horticulture, comprenant tout ce qui concerne le jardinage d'utilité et d'ornement; la culture des plantes de serre et de plein air; celle des plantes potagères, des arbres fruitiers et forestiers; la description des plantes les plus récemment introduites dans les jardins; l'examen des questions d'histoire naturelle, de météorologie et de physique générale qui intéressent les plus directement la grande et la petite culture; des relations de voyage, etc. Gand. Cette revue succédait au Journal général d'horticulture.
Son abréviation botanique est Ann. Gén. Hort.